# Nieuw-beoosten Blij-bezuidenpolder
De Nieuw-beoosten Blij-bezuidenpolder is een polder tussen Zuiddorpe en Koewacht, behorende tot de Beoosten Blijpolders, in de Nederlandse provincie Zeeland. 
De polder was een indijking van een deel der schorren in de Moerspuische Watergang die weer een overblijsel was van de Soute Vaart, een aftakking van het Axelse Gat. De bedijking vond plaats in 1698 en de polder werd beschreven als: den nieuwen cleenen polder van Beoostenblij, onder Gods zeeghen van desen Jahre 1698...is bedijckt en gemaackt tot eenen vasten koorenlande.
Een enkel bescheiden kreekrestant is in de polder te vinden, evenals enkele bossen. Aan de noordelijke dijk ligt de buurtschap Nieuwemolen.